# One Pound Gospel
One Pound Gospel (1ポンドの福音?, Ichi pondo no fukuin) è un manga di Rumiko Takahashi, scritto a partire dal 1987 e pubblicato saltuariamente in singoli capitoli in Giappone dal 1989 al 2006 (ripreso dall'autrice dopo una pausa durata più di dieci anni) su Young Sunday di Shogakukan. In Italia, la Star Comics ha pubblicato, a partire dal novembre 1997, i primi tre volumi, per poi riproporre, nel 2008, una ristampa, con lettura orientale, pagine a colori e sovraccopertina, che include anche l'ultimo volume.
È una fusione del genere spokon-sportivo con quello della commedia romantica, combinando argomenti di sport, romanticismo e comicità. Dal fumetto è stata anche tratta una trasposizione anime e una serie live action.

## Trama

Angela e Kosaku nell'OAV.

Kosaku Hatanaka è un giovane pugile di 19 anni, innamorato di Suor Angela, novizia di un convento cattolico, situato nei pressi della palestra Mukaida, dove lui soggiorna. Dopo aver lasciato la scuola superiore che frequentava, i suoi forti pugni vengono universalmente riconosciuti dai suoi avversari, iniziando così la carriera professionista.
Kosaku è un autentico talento sportivo naturale, orgoglio del suo GymClub, ma, nonostante le sue indubbie capacità, si trova ad avere anche una passione smodata per il cibo, che lo costringe a mettersi in dieta ferrea prima d'ogni incontro, per evitare d'essere squalificato per superamento del peso consentito. Come risultato di questa sua debolezza, è stato costretto, già dal liceo, a cambiare la sua classe, passando da peso mosca e percorrendo tutta la strada che lo ha condotto alla categoria piuma, anche se gli è stato subito fatto notare che non ha la costituzione adatta per essa. Arrivato ai piuma, accetta anche le sfide provenienti da classi di peso superiore, in quanto sente che i suoi avversari rimangono comunque al di sotto di lui.
Sorprendentemente, riesce a mangiare tutto e di più, senza alcun freno. Questa incapacità di controllare il suo appetito vorace, lo fa spesso e volentieri andare in sovrappeso, rispetto alla sua categoria d'appartenenza, dando al coach e a sé stesso preoccupazioni costanti, con la conseguenza, com'è facilmente intuibile, d'ostacolarlo notevolmente nella sua carriera di boxeur. Riesce difatti a salire sul ring dopo grandi abbuffate e finendo per cadere quindi a terra, sentendosi male. In conseguenza di ciò, per le sue non buone condizioni di forma, perde spesso.
Il nostro eroe, però, a partire dal momento in cui s'innamora perdutamente di Suor Angela e, nonostante questa sia monaca, decide di corteggiarla indefessamente.
Suor Angela, fin dalla sua prima apparizione, prende Kosaku quasi come fosse un suo "protetto" personale, decisa a ricondurlo sulla "retta via" e rompere le sue insane abitudini. Si trova determinata a combattere il peccato di gola di Kosaku, un vero e proprio vizio capitale, incoraggiandolo costantemente a mantenersi nella sua forma ottimale, facendo attenzione a che rimanga in linea durante gli allenamenti, ma soprattutto cercando di tenerlo lontano da tutti quegli alimenti che potrebbero danneggiarlo di più.
Ma la vicinanza costante, spesse volte, può allevare forti sentimenti d'affetto, e in Kosaku inizia a sbocciare l'amore nei suoi confronti. Col tempo, anche Suor Angela s'accorge con timore di stare sviluppando gli stessi sentimenti.
Con la scusa di andare a confessarsi, intanto, Kosaku si presenta sempre più spesso all'ingresso del convento. Lei, inizialmente, lo respinge con forza, anche se continua sempre a preoccuparsi di lui e ad incoraggiarlo, fino a giungere a sostenerlo, durante un incontro, che sembrava in partenza destinato alla sconfitta, portandolo invece al trionfo.
Alla fine, quando si rende finalmente conto di amarlo davvero tanto, Angela decide di lasciare il convento prima di prendere i voti e iniziare una relazione con lui.

## Manga

### Volumi
| Nº | Titolo italiano Giapponese 「Kanji」 - Rōmaji | Data di prima pubblicazione | Data di prima pubblicazione |
| Nº | Titolo italiano Giapponese 「Kanji」 - Rōmaji | Giapponese                  | Italiano                    |
| 1  | One Pound Gospel 1 「1ポンドの福音 1」 - Ichi Pondo no fukuin 1 | 1º luglio 1989              | novembre 1997 marzo 2008    |
| 1  | Capitoli - 1. Una pecorella smarrita sulla bilancia (秤の上の迷える小羊?, Hakari no ue no mayoeru shōyō) (1987) - 2. Una pecorella in crisi (まな板の上の小羊?, Manaita no ue no shōyō) (1987) - 3. Contando le pecorelle (小羊どもの夢のあと?, Shōyō-domo no yumenoato) (1988) |                             |                             |
| 2  | One Pound Gospel 2 「1ポンドの福音 2」 - Ichi Pondo no fukuin 2 | 1º luglio 1990              | dicembre 1997 maggio 2008   |
| 2  | Capitoli - 4. Il risveglio della pecorella (小羊の復活?, Shōyō no fukkatsu) (1989) - 5. La pecorella che si fece il segno della croce (十字をきった小羊?, Jūji o kitta shōyō) (1990)                                                                                            |                             |                             |
| 3  | One Pound Gospel 3 「1ポンドの福音 3」 - Ichi Pondo no fukuin 3 | 1º luglio 1996              | gennaio 1998 luglio 2008    |
| 3  | Capitoli - 6. Una pecorella nel mirino (狙われた小羊?, Nerawareta shōyō) (1991) - 7. Una pecorella triste nella notte santa (聖夜に泣く小羊?, Seiya ni naku shōyō) (1992) - 8. Una pecorella indecisa (よろめく小羊?, Yoromeku shōyō) (1996)                                    |                             |                             |
| 4  | One Pound Gospel 4 「1ポンドの福音 4」 - Ichi Pondo no fukuin 4 | 5 marzo 2007                | settembre 2008              |
| 4  | Capitoli - 9. Il ristorante della pecorella (小羊のレストラン?, Shōyō no resutoran) (1998) - 10. La visione del futuro della pecorella (小羊の未来図?, Shōyō no mirai-zu) (2001) - 11. La scommessa della pecorella (小羊の約束?, Kohitsuji no yakusoku) (2006)                 |                             |                             |

## OAV
Da One Pound Gospel, nel 1988, è stato tratto un OAV, della durata di circa 55 minuti, diretto da Makura Saki e prodotto da Gallop e Victor Entertainment, di cui non esiste ancora una versione italiana, ma solo una in inglese edita da VIZ Media. I due protagonisti, Kosaku e Angela, hanno avuto rispettivamente le voci di Tōru Furuya e Hiromi Tsuru. Dicono che Angela ha due anni in più di Kosaku, ma nel manga non è così.

## Dorama
Nel 2008 è stata prodotta una versione live action con Kazuya Kamenashi, membro dei KAT-TUN, nel ruolo del protagonista.

### Interpreti
- Kazuya Kamenashi è Hatanaka Kosaku: molto goloso ed innamorato di Suor Angela, da cui si reca regolarmente a confessarsi. Lo spirito competitivo e l'amore che nutre e alimenta costantemente per Angela (da lui soprannominata Vergine Maria), lo sostengono sempre facendolo andare avanti oltre tutte le difficoltà. Deve anche affrontare l'ira di Seiko che non sopporta il suo insaziabile appetito.
- Meisa Kuroki è Suor Angela: si tratta del personaggio principale femminile della storia. Novizia del convento di Santa Maria dove lavora nella scuola materna. Sostiene sempre Kosaku moralmente e lo aiuta disciplinandolo a mantenersi nei pesi piuma.
- Satomi Kobayashi è Seiko Mukoda: la coach della palestra in cui si allena Kosaku. Trascorre il suo tempo a controllare Kosaku ed è spesso disperata.
- Yoshinori Okada è Ueda: compagno d'allenamento di Kosaku, cerca come può d'aiutare Katsumi.
- Ryōsuke Yamada è Katsumi Mukoda: figlio liceale di Seiko, è vittima di bullismo.
- Nao Minamisawa è Noriko:
- Issei Takahashi è Ishizaka:
- Ken Mitsuishi è Mitaka Hideo: collaboratore di Seiko e segretamente innamorato di lei.
- Masako Motai Masako è Osamu Incho:
- Hideo Ishiguro è Horiguchi:
- Kazuki Namioka è Kojima:
- Noriko Eguchi è Suor Milee: severa correligionaria di Angela, e suo diretto superiore. Non sembra apprezzare troppo il suo attaccamento per Kosaku.
- Kaori Nakamura è Suor Grace: badessa del convento. Ha raggiunto la vera saggezza, pertanto può comprendere appieno i sentimenti di Angela.
- Kenta Kiritani

### Episodi
| Nº | Giapponese 「Kanji」 - Rōmaji                                                                       | In onda          | In onda |
| Nº | Giapponese 「Kanji」 - Rōmaji                                                                       | Giapponese       |         |
| 1  | 「好きだ! シスター!」 - Kida! shisuta!                                                              | 12 gennaio 2008  |         |
| 2  | 「VS弱虫男! 勝ってデートだ大食いだ!」 - VS yowamushi otoko! katte deto da taishoku ida!             | 19 gennaio 2008  |         |
| 3  | 「母の仕事って? ウルトラマンになる方法」 - Haha no shigoto tte? urutoraman ninaru hōhō              | 26 gennaio 2008  |         |
| 4  | 「恋敵は天才シェフ! 世界一のラブレター」 - Koigataki ha tensai shiefu! sekaiichi no rabureta        | 2 febbraio 2008  |         |
| 5  | 「苦しいときは、過去ではなく未来を思え」 - Kurushi itokiha, kako dehanaku rai wo omoe               | 9 febbraio 2008  |         |
| 6  | 「強くなれ! イジメられっこと女ボクサー」 - Tsuyoku nare! ijime rarekkoto onna bokusa                | 16 febbraio 2008 |         |
| 7  | 「悪徳ホストに大借金愛と金をかけた戦い」 - Akutoku hosuto ni dai shakkin ai to kin wokaketa tatakai | 23 febbraio 2008 |         |
| 8  | 「さよならシスター!! 根性ナシ涙のパンチ」 - Sayonara shisuta!! konjō nashi namida no panchi         | 1º marzo 2008    |         |
| 9  | 「結婚!?への道大作戦愛と焼き芋で旅立ち」 - Kekkon!? heno michi daisakusen ai to ki imo de tabidachi | 8 marzo 2008     |         |